# Ten Stones
Albums de Wovenhand
Mosaic
(2006) The Threshingfloor
(2010)
Ten Stones est un album de musique rock alternatif du groupe Wovenhand sorti le 9 septembre 2008 sur le label Sounds Familyre.

## Historique
La plupart des musiques et des textes inspirés du Livre de Job sont de David Eugene Edwards. Cet album marque le début de la nouvelle collaboration entre David Eugene Edwards et Pascal Humbert qui s'étaient éloignés depuis la séparation de leur groupe commun 16 Horsepower en 2005.

## Liste de titres de l'album
1. Beautiful Axe
2. Horse Tail
3. Not One Stone
4. Cohawkin Road
5. Iron Feather
6. White Knuckle Grip
7. Quiet Nights of Quiet Stars
8. Kicking Bird
9. Kingdom of Ice
10. His Loyal Love

## Musiciens ayant participé à l'album
- David Eugene Edwards (chant et guitares)
- Peter Van Laerhoven (guitare)
- Pascal Humbert (guitare basse)
- Ordy Garrison (percussions)
- Elin K. Smith (chant)